# Jaguaretama
Jaguaretama är en kommun i Brasilien.   Den ligger i delstaten Ceará, i den östra delen av landet, 1 500 km nordost om huvudstaden Brasília. Antalet invånare är 17 867.
Omgivningarna runt Jaguaretama är huvudsakligen savann. Runt Jaguaretama är det glesbefolkat, med 10 invånare per kvadratkilometer.